# Maria Krucyfiksa Satellico
Maria Krucyfiksa Satellico, również Maria od Ukrzyżowanego Satellico, wł. Maria Crocifissa Satellico, właśc. Elisabetta Maria Satellico (ur. 31 grudnia 1706 w Wenecji, zm. 8 listopada 1745 w Montenovo) – włoska klaryska i kseni, błogosławiona Kościoła rzymskokatolickiego.
Była wychowywana przez stryja-kapłana, w wieku 14 lat wstąpiła do zakonu klarysek w Montenovo (dzis. Ostra Vetere) i przyjęła imię Maria Krucyfiksa. 19 maja 1726 złożyła śluby wieczyste, w 1742 została przełożoną klasztoru. Jej kierownikiem duchowym był franciszkanin konwentualny o. Angelo Antonio Sandreani OFMConv z klasztoru w Jesi.
Zmarła na gruźlicę w opinii świętości.
Beatyfikowana została przez papieża Jana Pawła II w dniu 10 października 1993.